# Nazionale maschile di calcio della Svizzera
La nazionale di calcio della Svizzera (Schweizer Fussballnationalmannschaft in tedesco, équipe de Suisse de football in francese, e Squadra naziunala da ballape da la Svizra in romancio) è la rappresentativa calcistica della Svizzera ed è controllata dall'Associazione Svizzera di Football (ASF/SFV).
Il miglior risultato conseguito dagli elvetici nelle fasi finali del campionato del mondo è l'approdo ai quarti di finale nel 1934, nel 1938 e nel 1954, nell'edizione giocata in casa. Alle fasi finali del campionato d'Europa il migliore risultato sono i quarti di finale, raggiunti nelle edizioni del 2020 e del 2024. La Svizzera ha ottenuto un argento alle Olimpiadi del 1924. 
Nella classifica mondiale FIFA, in vigore dall'agosto 1993, la Svizzera vanta quale miglior piazzamento il 3º posto, occupato nell'agosto 1993, mentre il peggior piazzamento è l'83º posto del dicembre 1998. Attualmente occupa il 20º posto della graduatoria.

## Storia

### Dagli inizi agli anni cinquanta

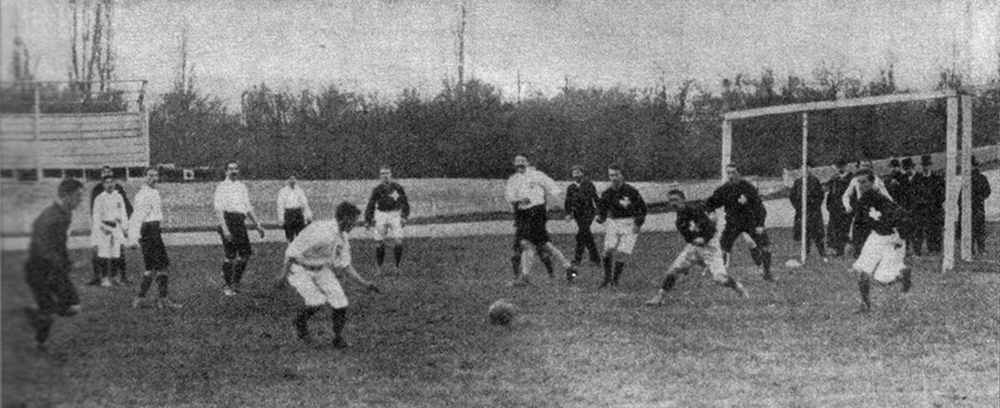
La partita -Svizzera del 1905 a Parigi, esordio della nazionale elvetica.

La Svizzera esordì il 12 febbraio 1905 contro la Francia a Parigi, perdendo per 1-0. Non partecipante al mondiale 1930, nel 1934 giunse ai quarti di finale del mondiale italiano guidata dal bomber Leopold Kielholz, che segnò una doppietta nella vittoria per 3-2 sui Paesi Bassi e che andò in gol anche nella sconfitta per 3-2 con la Cecoslovacchia. Stessa sorte attese gli svizzeri quattro anni dopo, nella sfida contro la Germania nazista. Dopo il pareggio di André Abegglen al 43', la partita terminò sul punteggio di 1-1 anche dopo i supplementari. Non essendo previsti all'epoca i tiri di rigore, il match fu rigiocato e nella ripetizione la Svizzera si impose per 4-2 con reti di Eugen Walaschek, Alfred Bickel e doppietta di André Abegglen. Fu l'Ungheria a eliminare la selezione elvetica, vincendo per 2-0 ai quarti.
Alla ripresa dell'attività calcistica, sospesa per via del secondo conflitto planetario, la Svizzera non andò oltre il primo turno del mondiale 1950: capitata in girone col Brasile padrone di casa, la Jugoslavia e il Messico, fu battuta dai balcanici, che si imposero 3-0. Nonostante la Svizzera fosse riuscita ad impattare per 2-2 con il temibile Brasile e a vincere per 2-1 contro il Messico, furono i sudamericani a superare il girone.

La nazionale rossocrociata che raggiunse i quarti di finale alla Coppa Rimet del 1934

Il mondiale 1954 fu giocato proprio in Svizzera, perciò la selezione elvetica fu qualificata d'ufficio. Nel girone con Inghilterra, Belgio e Italia perse con i britannici, ma s'impose ben due volte sulla formazione azzurra, una in una gara normale (2-1) e un'altra di spareggio per il superamento del turno, con un secco 4-1. Ai quarti di finale, però, incontrò la vicina Austria in una partita che diede ragione agli ospiti, finita con il roboante risultato di 7-5.

### Dagli anni sessanta agli ottanta
Dopo la soddisfacente prestazione al mondiale casalingo, per la compagine svizzera iniziò il declino. Non qualificatasi al mondiale 1958, si ripresentò alla fase finale del torneo nel 1962 e nel 1966, senza mai oltrepassare il primo turno e soprattutto senza mai ottenere un punto nei gironi. Dopodiché dal 1970 al 1990 la Svizzera mancò per ben vent'anni ogni tipo di qualificazione iridata.
Al di fuori del mondiale, l'istituzione, nel 1960, del campionato europeo non rappresentò, nei decenni successivi, un'occasione di rilancio per la squadra elvetica, che non riuscì mai a qualificarsi per la fase finale del torneo continentale fino agli anni novanta.

### Anni novanta
Dopo il campionato del mondo del 1990, alla cui fase finale la Svizzera non approdò, la formazione elvetica fu affidata, nel 1992, al CT inglese Roy Hodgson. La squadra iniziò a migliorare le proprie prestazioni, giungendo financo al terzo posto della classifica mondiale della FIFA nell'agosto 1993, mese dell'istituzione della graduatoria (resta questo il punto più alto toccato dalla nazionale rossocrociata nella graduatoria), La compagine elvetica si qualificò, prima volta dopo ventotto anni, ad un mondiale, quello di USA 1994, arrivando seconda dietro all'Italia in un complicato girone di qualificazione che comprendeva Italia, Portogallo e Scozia. Gli elvetici ottennero 3 punti su 4 contro l'Italia, che sarebbe stata finalista del mondiale (pareggio in trasferta per 2-2 dopo essere stati in vantaggio per 2-0 e vittoria in casa per 1-0), e subirono una sola sconfitta nelle eliminatorie (1-0 a Porto contro i portoghesi). Alla fase finale del mondiale la Svizzera finì nel girone con gli Stati Uniti padroni di casa, la Colombia e la Romania e riuscì a superare il turno da seconda con i seguenti risultati: pareggio con gli Stati Uniti per 1-1 (prima partita di quel mondiale), vittoria contro la Romania per 4-1, sconfitta con la Colombia per 2-0. Agli ottavi la Spagna eliminò la formazione rossocrociata con un secco 3-0.
Qualificatasi al campionato d'Europa del 1996 vincendo il girone eliminatorio davanti alla Turchia, dopo un esordio ottimo con l'Inghilterra padrona di casa, fermata sul pari (1-1), la Svizzera perse con Paesi Bassi (2-0) e Scozia (1-0), finendo eliminata al primo turno.
La squadra entrò poi in un periodo di declino durato sei anni. Se il campionato del mondo del 1998 fu un miraggio per la formazione svizzera, che, penultima nel girone eliminatorio davanti al solo Azerbaigian, non riuscì nemmeno a raggiungere gli spareggi, neanche il campionato d'Europa del 2000 fu raggiunto, anche se per poco, dato che nel girone di qualificazione la Svizzera si piazzò seconda a pari punti con la Danimarca, che, però, aveva i confronti diretti favorevoli.

### Anni duemila
Gli anni duemila videro il prosieguo del momento di crisi. La Svizzera, non presente al campionato europeo del 2000, fallì anche la qualificazione al campionato del mondo del 2002, piazzandosi quarta nel girone eliminatorio. Fu in occasione del campionato europeo del 2004 che gli elvetici si riaffacciarono sul grande palcoscenico internazionale, grazie al primo posto nel girone eliminatorio davanti a Russia e Irlanda. Nella fase finale del torneo la squadra elvetica si ritrovò in un girone durissimo, quello con Croazia, Francia e Inghilterra; pareggiata (0-0) la partita con la Croazia, dovette arrendersi (rispettivamente 3-0 e 3-1) al cospetto delle altre due avversarie e fu eliminata al primo turno a causa dell'ultimo posto in classifica.

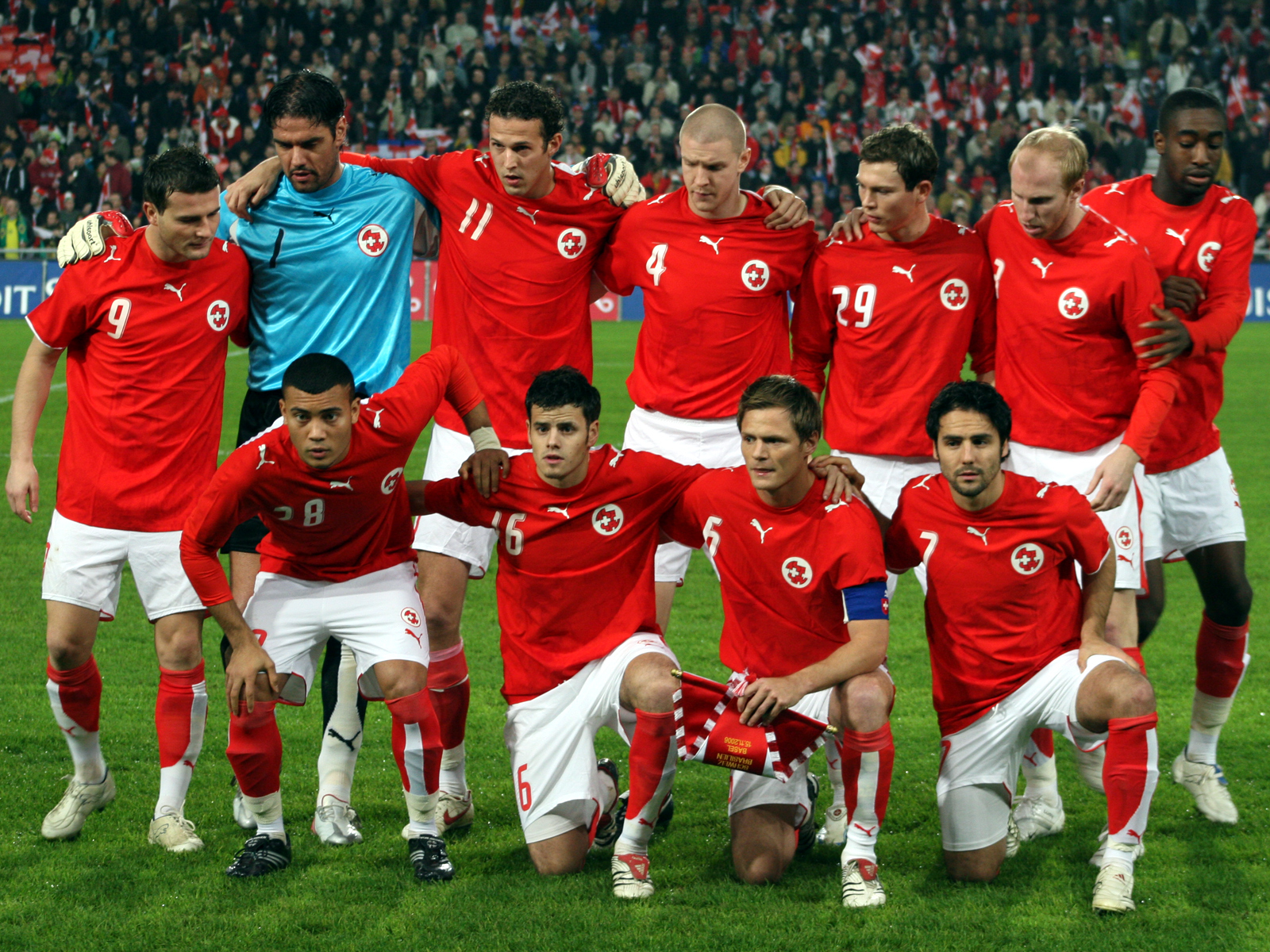
La nazionale svizzera scesa in campo nel 2006 in occasione dell'amichevole contro il

La Svizzera ritrovò Francia e Irlanda anche nelle qualificazioni al campionato del mondo del 2006: in un girone assai combattuto, comandato quasi sempre dall'Irlanda, che poi paradossalmente fallì poi la qualificazione, la compagine elvetica concluse al secondo posto, a pari punti con Israele, con cui era in parità negli scontri diretti ma in vantaggio nella differenza reti, a due punti dalla capolista Francia. Il risultato valse la qualificazione ai play-off, dove i rossocrociati affrontarono la Turchia. Vinta per 2-0 la partita di andata in casa a Berna, la squadra perse per 4-2 a Istanbul, ma si qualificò al mondiale in virtù della regola dei gol fuori casa. Alla fine della gara si generò una grande rissa in campo, con i giocatori turchi che presero di mira gli svizzeri e cominciarono a picchiarli, fra le reazioni di alcuni giocatori ospiti e la paura e lo sbigottimento di altri.
Il sorteggio della Coppa del mondo del 2006 inserì la squadra nel girone con Francia, Togo e Corea del Sud. Nella prima partita la Svizzera pareggiò per 0-0 con i francesi, mentre nella seconda sconfisse il Togo per 2-0. Il terzo incontro, contro la Corea del Sud, terminò con il risultato di 2-0 in favore degli elvetici: la squadra vinse il girone e approdò quindi per la quinta volta agli ottavi di finale di un mondiale. Contro l'Ucraina, dopo aver concluso i tempi regolamentari ed i supplementari sullo 0-0, la nazionale svizzera fu sconfitta ai tiri di rigore con il risultato di 3-0, stabilendo un singolare record, quello di essere stata eliminata in una fase finale di un mondiale senza subire gol (in 390 minuti di gioco).
Presente alla fase finale del campionato europeo del 2008 d'ufficio insieme all'Austria (nazioni co-ospitanti), la Svizzera uscì al primo turno, piazzandosi all'ultimo posto del girone comprendente anche Portogallo, Turchia e Rep. Ceca, con un bilancio di due sconfitte e una vittoria (nell'ultima gara, contro i portoghesi già qualificati). Al termine del campionato europeo la squadra cambiò guida tecnica: a Köbi Kuhn, in carica dal 2001, subentrò il tedesco Ottmar Hitzfeld.
Nelle qualificazioni al campionato del mondo del 2010 la Svizzera fu inserita in un girone con Grecia, Israele, Moldavia, Lettonia e Lussemburgo. Dopo un pareggio in terra israeliana, suscitò clamore la storica sconfitta casalinga degli svizzeri per 1-2 ad opera del Lussemburgo, partita che rimarrà nella storia del calcio del piccolo granducato. Ciononostante i rossocrociati vinsero il girone e volarono in Sudafrica. La prima partita del raggruppamento della fase finale, disputatasi contro la Spagna campione d'Europa, terminò con una memorabile vittoria per 1-0, con gol di Gelson Fernandes: la Svizzera non aveva mai battuto la Spagna nei gironi di qualificazione. Al 24º minuto del secondo tempo del secondo incontro mondiale contro il Cile, la nazionale elvetica batté il record di inviolabilità della porta in un'edizione del mondiale precedentemente detenuto dall'Italia (550 minuti). Otto minuti più tardi Mark González segnò la rete del vantaggio cileno, fissando il nuovo record elvetico a 558 minuti. La sconfitta con il Cile obbligò gli svizzeri alla vittoria contro l'Honduras, ma la partita terminò a reti bianche. La Svizzera fu così eliminata al primo turno, ma con l'onore di aver battuto i futuri campioni del mondo iberici.

### Anni duemiladieci
Il 2011 segnò il ritiro dall'attività internazionale di elementi chiave come Alexander Frei, Marco Streller e Stéphane Grichting. La Svizzera mancò la qualificazione al campionato d'Europa 2012, terminando terza nel gruppo vinto dall'Inghilterra.
Gli elvetici riuscirono, invece, a prendere parte al campionato del mondo 2014 in Brasile, vincendo un girone abbordabile (con Norvegia, Slovenia, Albania, Cipro e Islanda) e partecipando per la terza volta di fila al campionato del mondo: nel febbraio 2014 raggiunsero inoltre la sesta posizione nel ranking FIFA, centrando il miglior risultato dell'ultimo ventennio nella graduatoria. In Brasile, sorteggiata nel gruppo E con Francia, Ecuador e Honduras, la squadra arrivò seconda con due vittorie su tre e si qualificò agli ottavi di finale, dove affrontò l'Argentina, contro cui subì un gol a due minuti dal termine dei tempi supplementari (rete di Ángel Di María), uscendo così di scena.
La Svizzera si qualificò a Euro 2016 e fu sorteggiata nel gruppo A con Francia, Albania e Romania. Debuttò contro la nazionale albanese vincendo per 1-0, poi pareggiò per 1-1 contro la Romania e per 0-0 contro la Francia padrona di casa, terminando il proprio girone in seconda posizione con 5 punti e approdando così agli ottavi di finale contro la Polonia. La partita finì 1-1 dopo i tempi regolamentari e supplementari e si andò così ai tiri di rigore, dove la Svizzera fu sconfitta per 5-4.
Nel girone di qualificazione al campionato del mondo 2018, la Svizzera esordì, nel settembre 2016, battendo per 2-0 a Basilea il Portogallo fresco campione d'Europa. Poi vinse tutte le partite del gruppo tranne l'ultima, che perse contro il Portogallo per 2-0. Avendo entrambe le squadre fatto registrare nove vittorie e una sconfitta in dieci partite ed essendo in parità gli scontri diretti, si ricorse alla differenza reti per stabilire quale delle due si sarebbe classificata prima nel girone, ottenendo così l'accesso diretto alla fase finale del mondiale. La differenza reti (+28 contro +16) premiò i portoghesi: gli elvetici furono dunque costretti allo spareggio contro l'Irlanda del Nord. La partita di andata a Belfast finì 1-0 per i rossocrociati, mentre la gara di ritorno a Basilea finì 0-0, con un acrobatico salvataggio sulla linea del difensore della Svizzera Ricardo Rodríguez a pochi minuti dalla fine, dopo che il portiere elvetico era uscito a vuoto su un colpo di testa dei nordirlandesi. La Svizzera ottenne dunque la qualificazione a Russia 2018, dove esordì nel proprio girone fermando clamorosamente il Brasile con un pareggio (1-1), prima di vincere in rimonta (2-1) contro la Serbia. Pareggiato l'ultimo match della fase a gruppi contro la Costa Rica già eliminata (2-2), si qualificò, come seconda classificata nel proprio girone, agli ottavi di finale, dove fu eliminata dalla Svezia (1-0).
Inserita in un girone di Lega A di UEFA Nations League 2018-2019 con Belgio e Islanda, dopo aver raccolto due vittorie contro gli islandesi (6-0 in casa e 1-2 in trasferta) e una sconfitta in Belgio (2-1), nel novembre 2018 la Svizzera ottenne il primo posto nel girone e la qualificazione alla final four del torneo grazie alla vittoria per 5-2 nell'ultimo incontro disputato a Lucerna con i belgi, successo che valse agli elvetici il primo posto nel girone. In semifinale la squadra rossocrociata fu eliminata dal Portogallo (3-1) e poi chiuse al quarto posto, perdendo anche la finale di consolazione contro gli inglesi (ai tiri di rigore). Nell'edizione 2020-2021 della competizione, inserita in un girone di Lega A assai ostico insieme a Spagna, Germania e Ucraina, la nazionale svizzera si piazzò terza, con lo stesso numero di punti dell'Ucraina, quarta, svantaggiata da una peggiore differenza reti negli scontri diretti.

### Anni duemilaventi
La selezione elvetica si qualificò al campionato d'Europa 2020 in qualità di prima classificata nel proprio girone eliminatorio, davanti a Danimarca, Irlanda, Georgia e il fanalino di coda Gibilterra, e alla fase finale del torneo si piazzò terza nel girone: pur sconfitta all'esordio per 3-0 dai futuri campioni dell'Italia, riuscì a giungere per la seconda volta consecutiva agli ottavi di finale della rassegna continentale, in virtù di un pareggio ottenuto con il Galles (1-1) della vittoria per contro la Turchia (3-1). Agli ottavi affrontò la favorita Francia, campione del mondo in carica: stante il 3-3 dei tempi supplementari, contro ogni pronostico la squadra di Petković ebbe la meglio all'epilogo dei tiri di rigore, dove l'errore decisivo di Mbappé sancì la vittoria elvetica con il punteggio di 5-4. La sfida dei quarti, contro la Spagna, rimase anch'essa bloccata sul risultato di pareggio per 1-1 fino alla fine dei tempi supplementari, malgrado l'espulsione di Remo Freuler che lasciò la Svizzera in dieci uomini; stavolta i tentativi dal dischetto non arrisero alla compagine elvetica, che, sconfitta per 3-1, si congedò dall'europeo con il suo miglior risultato nella storia della competizione. Al termine della rassegna Petković lasciò il posto a Murat Yakın.
Le successive qualificazioni al campionato del mondo 2022 posero nuovamente di fronte svizzeri e italiani. La squadra elvetica riuscì a bloccare gli azzurri, campioni d'Europa in carica, sul pari sia in casa sia in trasferta, contendendo loro il primato nel girone sino all'ultima giornata. Vincendo tra le mura amiche contro la Bulgaria e approfittando del contemporaneo pari degli italiani in casa dell'Irlanda del Nord, gli uomini di Yakın ottennero il primo posto nel raggruppamento, qualificandosi a Qatar 2022 e mandando gli azzurri agli spareggi. Nel girone eliminatorio del mondiale qatariota gli elvetici batterono il Camerun (1-0), furono sconfitti dal Brasile (0-1) e batterono la Serbia (3-2), ottenendo il secondo posto nel girone e la qualificazione agli ottavi di finale, dove uscirono di scena malamente contro il Portogallo (1-6).
Nella UEFA Nations League 2022-2023 la Svizzera si piazzò terza nel girone di Lega A vinto dalla Spagna, a due punti dagli iberici e a uno dal Portogallo secondo, con un bilancio di tre vittorie e tre sconfitte.
Qualificatasi al campionato d'Europa 2024 tramite il secondo posto nel girone eliminatorio vinto dalla Romania, in casa della quale gli svizzeri patirono l'unica sconfitta nel raggruppamento, nella fase finale del torneo la nazionale rossocrociata fu inserita nel girone con i padroni di casa della Germania, l'Ungheria e Scozia. Dopo la vittoria contro gli ungheresi (3-1), gli elvetici pareggiarono (1-1) contro scozzesi e tedeschi, qualificandosi grazie al secondo posto agli ottavi di finale, dove eliminarono (2-0) l'Italia campione d'Europa in carica, per poi essere eliminati ai quarti dall'Inghilterra (5-3 ai tiri di rigore dopo l'1-1 dei tempi supplementari).

## Colori e stemmi
La nazionale svizzera ha da sempre giocato le partite in casa in maglia rossa con calzoncini bianchi e calzettoni rossi, mentre in trasferta a colori invertiti. Spesso, per combinare al meglio la differenza cromatica con le altre squadre, ha giocato anche tutta in rosso o tutta in bianco. La divisa della nazionale elvetica non ha mai subito variazioni, se si escludono qualche inserto bianco o qualche sfumatura comunque poco appariscente (come quella di Euro '96, dove la maglia rossa aveva delle sfumature bianche sulle spalle) e la prestazione in "maglia oro" contro l'Austria subito dopo i campionati del mondo del 2006. Il fornitore è Puma.
Il simbolo è lo stemma della federazione svizzera, fino a poco tempo fa consistente in un cerchio con al centro una croce bianca su campo rosso - che richiama la bandiera svizzera - circondato dalle iniziali della federazione in francese e italiano e in tedesco. Nel 2007 il logo è stato cambiato, anche se il motivo è identico, con la croce svizzera non più evidente ma da intuire tra le iniziali della federazione e un calciatore stilizzato a lato che calcia un pallone.

## Stadio

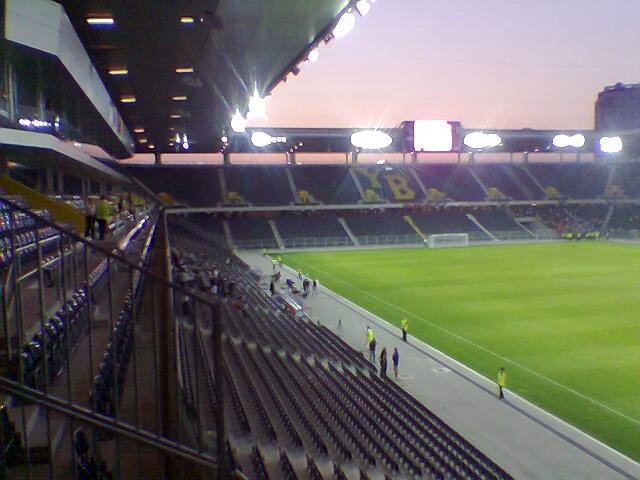
Lo Stade de Suisse a Berna

La Svizzera dovrebbe giocare abitualmente le sue partite nello stadio nazionale, lo Stade de Suisse di Berna. Questo però non succede sempre: se infatti la maggior parte degli incontri viene disputata nella capitale federale, spesso la Svizzera disputa gare di qualificazione e amichevoli internazionali negli impianti di Basilea, Zurigo, San Gallo e Ginevra. Soprattutto Basilea, ultimamente, è stata utilizzata moltissimo dalla compagine svizzera, anche più di Berna.
| Città     | Stadio            | Periodo  |
| --------- | ----------------- | -------- |
| Ginevra   | Stade de Genève   | dal 2003 |
| Basilea   | St. Jakob-Park    | dal 2001 |
| Berna     | Stade de Suisse   | dal 2005 |
| San Gallo | Kybunpark         | dal 2008 |
| Neuchâtel | La Maladière      | dal 2007 |
| Zurigo    | Stadio Letzigrund | dal 1999 |
| Sion      | Stade Tourbillon  | dal 1985 |
| Lucerna   | Swissporarena     | dal 2012 |

## Partecipazioni ai tornei internazionali
Legenda: Grassetto: Risultato migliore, Corsivo: Mancate partecipazioni

## Statistiche dettagliate sui tornei internazionali

### Mondiali
| Anno | Luogo                    | Piazzamento      | V | N | P | Gol   |
| ---- | ------------------------ | ---------------- | - | - | - | ----- |
| 1930 | Uruguay                  | Non partecipante | - | - | - | -     |
| 1934 | Italia                   | Quarti di finale | 1 | 0 | 1 | 5:5   |
| 1938 | Francia                  | Quarti di finale | 1 | 1 | 1 | 5:5   |
| 1950 | Brasile                  | Primo turno      | 1 | 1 | 1 | 4:6   |
| 1954 | Svizzera                 | Quarti di finale | 2 | 0 | 2 | 11:11 |
| 1958 | Svezia                   | Non qualificata  | - | - | - | -     |
| 1962 | Cile                     | Primo turno      | 0 | 0 | 3 | 2:8   |
| 1966 | Inghilterra              | Primo turno      | 0 | 0 | 3 | 1:9   |
| 1970 | Messico                  | Non qualificata  | - | - | - | -     |
| 1974 | Germania Ovest           | Non qualificata  | - | - | - | -     |
| 1978 | Argentina                | Non qualificata  | - | - | - | -     |
| 1982 | Spagna                   | Non qualificata  | - | - | - | -     |
| 1986 | Messico                  | Non qualificata  | - | - | - | -     |
| 1990 | Italia                   | Non qualificata  | - | - | - | -     |
| 1994 | Stati Uniti              | Ottavi di finale | 1 | 1 | 2 | 5:7   |
| 1998 | Francia                  | Non qualificata  | - | - | - | -     |
| 2002 | Corea del Sud / Giappone | Non qualificata  | - | - | - | -     |
| 2006 | Germania                 | Ottavi di finale | 2 | 2 | 0 | 4:0   |
| 2010 | Sudafrica                | Primo turno      | 1 | 1 | 1 | 1:1   |
| 2014 | Brasile                  | Ottavi di finale | 2 | 0 | 2 | 7:7   |
| 2018 | Russia                   | Ottavi di finale | 1 | 2 | 1 | 5:5   |
| 2022 | Qatar                    | Ottavi di finale | 2 | 0 | 2 | 5:9   |

### Europei
| Anno | Luogo                | Piazzamento      | V | N | P | Gol |
| ---- | -------------------- | ---------------- | - | - | - | --- |
| 1960 | Francia              | Non partecipante | - | - | - | -   |
| 1964 | Spagna               | Non qualificata  | - | - | - | -   |
| 1968 | Italia               | Non qualificata  | - | - | - | -   |
| 1972 | Belgio               | Non qualificata  | - | - | - | -   |
| 1976 | Jugoslavia           | Non qualificata  | - | - | - | -   |
| 1980 | Italia               | Non qualificata  | - | - | - | -   |
| 1984 | Francia              | Non qualificata  | - | - | - | -   |
| 1988 | Germania Ovest       | Non qualificata  | - | - | - | -   |
| 1992 | Svezia               | Non qualificata  | - | - | - | -   |
| 1996 | Inghilterra          | Primo turno      | 0 | 1 | 2 | 1:4 |
| 2000 | Belgio / Paesi Bassi | Non qualificata  | - | - | - | -   |
| 2004 | Portogallo           | Primo turno      | 0 | 1 | 2 | 1:6 |
| 2008 | Austria / Svizzera   | Primo turno      | 1 | 0 | 2 | 3:3 |
| 2012 | Polonia / Ucraina    | Non qualificata  | - | - | - | -   |
| 2016 | Francia              | Ottavi di finale | 1 | 3 | 0 | 3:2 |
| 2020 | Europa               | Quarti di finale | 1 | 3 | 1 | 8:9 |
| 2024 | Germania             | Quarti di finale | 2 | 3 | 0 | 8:4 |

### Nations League
| Anno      | Luogo       | Piazzamento   | V | N | P | Gol  |
| --------- | ----------- | ------------- | - | - | - | ---- |
| 2018-2019 | Portogallo  | Quarto posto  | 3 | 1 | 2 | 15:8 |
| 2020-2021 | Italia      | 11° in Lega A | 1 | 3 | 2 | 9:8  |
| 2022-2023 | Paesi Bassi | 9° in Lega A  | 3 | 0 | 3 | 6:9  |
| 2024-2025 | Germania    | 15° in Lega A | 0 | 2 | 4 | 6:14 |

### Giochi olimpici
| Anno | Luogo     | Piazzamento      | V | N | P | Gol  |
| ---- | --------- | ---------------- | - | - | - | ---- |
| 1908 | Londra    | Non partecipante | - | - | - | -    |
| 1912 | Stoccolma | Non partecipante | - | - | - | -    |
| 1920 | Anversa   | Non partecipante | - | - | - | -    |
| 1924 | Parigi    | Argento          | 4 | 1 | 1 | 15:6 |
| 1928 | Amsterdam | Ottavi di finale | 0 | 0 | 1 | 0:4  |
| 1936 | Berlino   | Non partecipante | - | - | - | -    |
| 1948 | Londra    | Non partecipante | - | - | - | -    |

Nota: per le informazioni sui risultati ai Giochi olimpici nelle edizioni successive al 1948 visionare la pagina della Nazionale olimpica.

### Coppa Internazionale
| Anni      | Piazzamento   | V | N | P | Gol   |
| --------- | ------------- | - | - | - | ----- |
| 1927–1930 | Quinto posto  | 0 | 0 | 8 | 11:28 |
| 1931–1932 | Quinto posto  | 2 | 1 | 5 | 16:30 |
| 1933–1935 | Quinto posto  | 1 | 1 | 6 | 13:24 |
| 1936–1938 | Non terminata | 1 | 1 | 6 | 16:25 |
| 1948–1953 | Quinto posto  | 0 | 3 | 5 | 12:25 |
| 1955–1960 | Sesto posto   | 0 | 2 | 8 | 10:37 |

## Tutte le rose

### Mondiali
Coppa del Mondo FIFA 1934P Bizzozzero, P Huber, P Séchehaye, D Gobet, D Minelli, D Ortelli, D M. Weiler, D W. Weiler, C Frick, C Guinchard, C Hufschmid, C Jaccard, C Loichot, A Abegglen, A Bossi, A Büche, A Bühler, A Hochsträsser, A Jäck, A Jäggi, A Kielholz, A Passello, A von Känel, CT: Müller
Coppa del Mondo FIFA 1938P Ballabio, P Bizzozzero, P Huber, D Lehmann, D Minelli, D Stelzer, C Guinchard, C Lörtscher, C Rauch, C Springer, C Vernati, A Abegglen, A Aeby, A Aebi, A Amadò, A Bickel, A Frigerio, A Grassi, A Kielholz, A Rupf, A Wagner, A Walaschek, CT: Rappan
Coppa del Mondo FIFA 1950P Corrodi, P Hug, P Stuber, D Bocquet, D Gyger, D Kernen, D Lusenti, D Neury, D Rey, D Soldini, D Steffen, C Eggimann, C Quinche, A Antenen, A Bader, A Beerli, A Bickel, A Fatton, A Friedländer, A Schneiter, A Siegenthaler, A Tamini, CT: Andreoli
Coppa del Mondo FIFA 19541 Eich, 2 Parlier, 3 Stuber, 4 Bocquet, 5 Flückiger, 6 Mathis, 7 Neury, 8 Bigler, 9 Casali, 10 Eggimann, 11 Eschmann, 12 Fesselet, 13 Frosio, 14 Kernen, 15 Antenen, 16 Ballaman, 17 Fatton, 18 Hügi, 19 Mauron, 20 Meier, 21 Riva, 22 Vonlanthen, CT: Rappan
Coppa del Mondo FIFA 19621 Elsener, 2 Permunian, 3 Stettler, 4 Kernen, 5 Morf, 6 Rösch, 7 Schneiter, 8 Tacchella, 9 Grobéty, 10 Kehl, 11 Meier, 12 Vonlanden, 13 Weber, 14 Allemann, 15 Antenen, 16 Dürr, 17 Eschmann, 18 Pottier, 19 Rey, 20 R. Vonlanthen, 21 Wüthrich, 22 Frigerio, CT: Rappan
Coppa del Mondo FIFA 19661 Elsener, 2 Allemann, 3 Armbruster, 4 Bäni, 5 Brodmann, 6 Dürr, 7 Führer, 8 Gottardi, 9 Grobéty, 10 Hosp, 11 Kuhn, 12 Eichmann, 13 Künzli, 14 Leimgruber, 15 Odermatt, 16 Quentin, 17 Schindelholz, 18 Schneiter, 19 Stierli, 20 Tacchella, 21 Vuilleumier, 22 Prosperi, CT: Foni
Coppa del Mondo FIFA 19941 Pascolo, 2 Hottiger, 3 Quentin, 4 Herr, 5 Geiger, 6 Bregy, 7 Sutter, 8 Ohrel, 9 Knup, 10 Sforza, 11 Chapuisat, 12 Lehmann, 13 Egli, 14 Subiat, 15 Grassi, 16 Bickel, 17 Fournier, 18 Rueda, 19 Studer, 20 Sylvestre, 21 Wyss, 22 Brunner, CT: Hodgson
Coppa del Mondo FIFA 20061 Zuberbühler, 2 Djourou, 3 Magnin, 4 Senderos, 5 Margairaz, 6 Vogel, 7 Cabanas, 8 Wicky, 9 Frei, 10 Gygax, 11 Streller, 12 Benaglio, 13 Grichting, 14 D. Degen, 15 Džemaili, 16 Barnetta, 17 Spycher, 18 Lustrinelli, 19 Behrami, 20 Müller, 21 Coltorti, 22 Yakın, 23 P. Degen, CT: Kuhn
Coppa del Mondo FIFA 20101 Benaglio, 2 Lichtsteiner, 3 Magnin, 4 Senderos, 5 von Bergen, 6 Huggel, 7 Barnetta, 8 Inler, 9 Frei, 10 Nkufo, 11 Behrami, 12 Wölfli, 13 Grichting, 14 Padalino, 15 Yakın, 16 Fernandes, 17 Ziegler, 18 Bunjaku, 19 Derdiyok, 20 Schwegler, 21 Leoni, 22 Eggimann, 23 Shaqiri, CT: Hitzfeld
Coppa del Mondo FIFA 20141 Benaglio, 2 Lichtsteiner, 3 Ziegler, 4 Senderos, 5 von Bergen, 6 Lang, 7 Barnetta, 8 Inler, 9 Seferović, 10 Xhaka, 11 Behrami, 12 Sommer, 13 Rodríguez, 14 Stocker, 15 Džemaili, 16 Fernandes, 17 Gavranović, 18 Mehmedi, 19 Drmić, 20 Djourou, 21 Bürki, 22 Schär, 23 Shaqiri, CT: Hitzfeld
Coppa del Mondo FIFA 20181 Sommer, 2 Lichtsteiner, 3 Moubandje, 4 Elvedi, 5 Akanji, 6 Lang, 7 Embolo, 8 Freuler, 9 Seferović, 10 Xhaka, 11 Behrami, 12 Mvogo, 13 Rodríguez, 14 Zuber, 15 Džemaili, 16 Fernandes, 17 Zakaria, 18 Gavranović, 19 Drmić, 20 Djourou, 21 Bürki, 22 Schär, 23 Shaqiri, CT: Petković
Coppa del Mondo FIFA 20221 Sommer, 2 Fernandes, 3 Widmer, 4 Elvedi, 5 Akanji, 6 Zakaria, 7 Embolo, 8 Freuler, 9 Seferović, 10 Xhaka, 11 Steffen, 12 Omlin, 13 Rodríguez, 14 Aebischer, 15 Sow, 16 Fassnacht, 17 Vargas, 18 Cömert, 19 Okafor, 20 Frei, 21 Kobel, 22 Schär, 23 Shaqiri, 24 Köhn, 25 Rieder, 26 Jashari, CT: Yakın

### Europei
Campionato d'Europa UEFA 19961 Pascolo, 2 Hottiger, 3 Quentin, 4 Henchoz, 5 Geiger, 6 Wicky, 7 Fournier, 8 Sylvestre, 9 Grassi, 10 Sforza, 11 Chapuisat, 12 Lehmann, 13 Jeanneret, 14 Türkyılmaz, 15 Vega, 16 Koller, 17 Vogel, 18 Rothenbühler, 19 Sesa, 20 Comisetti, 21 Bonvin, 22 Corminbœuf, CT: Jorge
Campionato d'Europa UEFA 20041 Stiel, 2 Haas, 3 Berner, 4 Henchoz, 5 M. Yakın, 6 Vogel, 7 Cabanas, 8 Wicky, 9 Frei, 10 H. Yakın, 11 Chapuisat, 12 Zuberbühler, 13 Zwyssig, 14 Magnin, 15 Gygax, 16 Celestini, 17 Spycher, 18 Huggel, 19 Lonfat, 20 Müller, 21 Rama, 22 Vonlanthen, 23 Roth, CT: Kuhn
Campionato d’Europa UEFA 20081 Benaglio, 2 Djourou, 3 Magnin, 4 Senderos, 5 Lichtsteiner, 6 Huggel, 7 Cabanas, 8 Inler, 9 Frei, 10 Yakın, 11 Streller, 12 Derdiyok, 13 Grichting, 14 Gygax, 15 Fernandes, 16 Barnetta, 17 Spycher, 18 Zuberbühler, 19 Behrami, 20 Müller, 21 Jakupović, 22 Vonlanthen, 23 Degen, CT: Kuhn
Campionato d’Europa UEFA 20161 Sommer, 2 Lichtsteiner, 3 Moubandje, 4 Elvedi, 5 von Bergen, 6 Lang, 7 Embolo, 8 Frei, 9 Seferović, 10 Xhaka, 11 Behrami, 12 Hitz, 13 Rodríguez, 14 Zakaria, 15 Džemaili, 16 Fernandes, 17 Tarashaj, 18 Mehmedi, 19 Derdiyok, 20 Djourou, 21 Bürki, 22 Schär, 23 Shaqiri, CT: Petković
Campionato d'Europa UEFA 20201 Sommer, 2 Mbabu, 3 Widmer, 4 Elvedi, 5 Akanji, 6 Zakaria, 7 Embolo, 8 Freuler, 9 Seferović, 10 Xhaka, 11 Vargas, 12 Mvogo, 13 Rodríguez, 14 Zuber, 15 Sow, 16 Fassnacht, 17 Benito, 18 Mehmedi, 19 Gavranović, 20 Fernandes, 21 Kobel, 22 Schär, 23 Shaqiri, 24 Omeragić, 25 Cömert, 26 Lotomba, CT: Petković
Campionato d'Europa UEFA 20241 Sommer, 2 Stergiou, 3 Widmer, 4 Elvedi, 5 Akanji, 6 Zakaria, 7 Embolo, 8 Freuler, 9 Okafor, 10 Xhaka, 11 Steffen, 12 Mvogo, 13 Rodríguez, 14 Zuber, 15 Zesiger, 16 Sierro, 17 Vargas, 18 Duah, 19 Ndoye, 20 Aebischer, 21 Kobel, 22 Schär, 23 Shaqiri, 24 Jashari, 25 Amdouni, 26 Rieder, CT: Yakın

### Nations League
Fase finale UEFA Nations League 2018-20191 Sommer, 2 Mbabu, 3 Moubandje, 4 Elvedi, 5 Akanji, 6 Lang, 7 Okafor, 8 Freuler, 9 Seferović, 10 Xhaka, 11 Steffen, 12 Mvogo, 13 Rodríguez, 14 Zuber, 15 Benito, 16 Ajeti, 17 Zakaria, 18 Sow, 19 Drmić, 20 Fernandes, 21 Omlin, 22 Schär, 23 Shaqiri, CT: Petković

### Giochi olimpici
Calcio ai Giochi Olimpici Estivi 1924P Pulver, P Schär, D Gottenkieny, D Haag, D Ramseyer, D Reymond, D Weiler, C Mengotti, C Oberhauser, C Pollitz, C Schmiedlin, A Abegglen, A Bédouret, A Dietrich, A Ehrenbolger, A Fässler, A Kramer, A Pache, A Sturzenegger, CT: Duckworth
Calcio ai Giochi Olimpici Estivi 1928P Grüneisen, P Séchehaye, D Ramseyer, D Weiler, D De Weck, D Facchinetti, D Pichler, D Baltensberger, C Fässler, C de Lavallaz, C Flubacher, C Dietrich, A Abegglen, A Bailly, A Jäggi, A Passello, A Tschirren, CT: Duckworth
- Nota bene: per le informazioni sulle rose successive al 1948 visionare la pagina della Nazionale olimpica.

### Coppa Internazionale
Coppa Internazionale 1927-1930P Grüneisen, P Pasche, P Séchehaye, D Dubouchet, D Fässler, D Fasson, D Galler, D Geser, D Gyurkowicz, D Heinrich, D Lupi, D Mader, D Neuenschwander, D Ramseyer, D Rezzonico, D Vögeli, D Waldis, D M. Weiler, D W. Weiler, D Wernli, D Widmer, C de Lavallaz, C Springer, C Tschirren, A A. Abegglen, A M. Abegglen, A Adam, A Bailly, A Breitenstein, A Ehrenbolger, A Flubacher, A Franckenfeldt, A Glasson, A Grassi, A Grimm, A Jäggi, A Losio, A Matzinger, A Passello, A Poretti, CT: commissione tecnica
Coppa Internazionale 1931-1932P Grüneisen, P Pasche, P Séchehaye, D Beuchat, D Bielser, D Eggmann, D Fasson, D Gobet, D Hintermann, D Imhof, D Minelli, D Ramseyer, D Regamey, D Spiller, D Weiler, C Gilardoni, C Hufschmid, C Kramer, C Küenzi, C Loichot, C Springer, C Tschirren, A A. Abegglen, A M. Abegglen, A Billeter, A Büche, A Cavalli, A Dreyer, A Ducommun, A Jäck, A Jäggi, A Passello, A Stalder, A Syrvet, A von Känel, CT: commissione tecnica
Coppa Internazionale 1933-1935P Bizzozzero, P Huber, P Séchehaye, D Baumgartner, D Beiner, D Binder, D Defago, D Gobet, D Greiner, D Guinchard, D Imhof, D Minelli, D Müller, D Schaub, D M. Weiler, D W. Weiler, C Gilardoni, C Hufschmid, C Jaccard, C Liniger, C Loichot, C Lörtscher, C Rauch, C Stelzer, A A. Abegglen, A M. Abegglen, A Amadò, A Bösch, A Bossi, A Frigerio, A Jäck, A Jäggi, A Kielholz, A Laube, A Passello, A Poretti, A Spagnoli, A von Känel, CT: commissione tecnica
Coppa Internazionale 1936-1938P Bizzozzero, P Schlegel, P Huber, D Gobet, D Minelli, D Baumgartner, D Müller, D Rossel, D Stelzer, D Aebi, D Weiler, D Lahmann, C Jaccard, C Vernati, C Guinchard, C Lörtscher, C Rupf, C Springer, C Weber, A Grassi, A Diebold, A Abegglen, A Bickel, A Ciseri, A Wagner, A Amadò, A Aeby, A Walaschek, A Monnard, CT: commissione tecnica
Coppa Internazionale 1948-1953P Corrodi, P Hug, P Jucker, P Parlier, P Eich, D Belli, D Steffen, D Ibach, D Bocquet, D Gyger, D Boggia, D Courtat, D Neury, D Schneiter, D Kerner, D L. Casali, D Frosio, D Robustelli, D H. Hügi, D C. Casali, D Schmidhauser, D Zehnder, D Flückiger, D Häuptli, D Bigler, C Eggimann, C Neukom, C Ballaman, C Riva, C Oberer, C Koch, C Pasteur, C Chiesa, C Meier, A Tamini, A Amadò, A Lusenti, A Maillard, A Fatton, A Bickel, A Friedländer, A Antenen, A Báder, A J. Hügi, A Mauron, A Vonlanthen, CT: commissione tecnica — Rappan
Coppa Internazionale 1955-1960P Stuber, P Permunian, P Parlier, P Elsener, P Schley, P Schneider, D Mathis, D Steffen, D Schmidhauser, D Kerner, D Dutoit, D Rösch, D Perruchoud, D Casali, D Frosio, D Müller, D Morf, D Grobéty, D Schneiter, D Bigler, D Leuenberger, D Mägerli, D Flückiger, D Wespe, C Pottier, C Weber, C Pastega, C Eggimann, C Morand, C Ballaman, C Mauron, C Kunz, C Meier, C Zürcher, C Chiesa, C Riva, C Maurer, C Koch, C Schnyder, C Feller, C Rey, C Brizzi, A Vonlanthen, A Hügi, A Allemann, A Vonlanden, A Antenen, A Hosp, CT: commissione tecnica

## Rosa attuale
Lista dei giocatori convocati per le gare amichevoli del 7 e 10 giugno 2025.
Presenze e reti aggiornate al momento delle convocazioni.
|  | P | Yvon Mvogo        | 6 giugno 1994     | 11  | -9  | Lorient |  |  |
|  | P | Gregor Kobel      | 6 dicembre 1997   | 11  | -21 | Borussia Dortmund                                                                                          |  |  |
|  | P | Marvin Keller     | 3 luglio 2002     | 0   | 0   | Young Boys                                                                                                 |  |  |
|  |   |                   |                   |     |     | |  |  |
|  | D | Ricardo Rodríguez | 25 agosto 1992    | 127 | 9   | Betis |  |  |
|  | D | Manuel Akanji     | 19 luglio 1995    | 69  | 3   | Manchester City                                                                                            |  |  |
|  | D | Nico Elvedi       | 30 settembre 1996 | 56  | 2   | Borussia M'gladbach                                                                                        |  |  |
|  | D | Silvan Widmer     | 5 marzo 1993      | 49  | 4   | Magonza |  |  |
|  | D | Ulisses Garcia    | 11 gennaio 1996   | 10  | 0   | Olympique Marsiglia                                                                                        |  |  |
|  | D | Cédric Zesiger    | 24 giugno 1998    | 5   | 0   | Augusta |  |  |
|  | D | Aurèle Amenda     | 31 luglio 2003    | 2   | 0   | Eintracht Francoforte                                                                                      |  |  |
|  | D | Stefan Gartenmann | 2 febbraio 1997   | 2   | 0   | Ferencváros                                                                                                |  |  |
|  | D | Isaac Schmidt     | 7 dicembre 1999   | 2   | 0   | Leeds Utd                                                                                                  |  |  |
|  | D | Lucas Blondel     | 14 settembre 1996 | 2   | 0   | Boca Juniors                                                                                               |  |  |
|  |   |                   |                   |     |     | |  |  |
|  | C | Granit Xhaka      | 27 settembre 1992 | 135 | 14  | Bayer Leverkusen                                                                                           |  |  |
|  | C | Remo Freuler      | 15 aprile 1992    | 78  | 10  | Bologna |  |  |
|  | C | Denis Zakaria     | 20 settembre 1996 | 59  | 3   | Monaco |  |  |
|  | C | Djibril Sow       | 6 febbraio 1997   | 43  | 0   | Siviglia                                                                                                   |  |  |
|  | C | Michel Aebischer  | 6 gennaio 1997    | 31  | 1   | Bologna |  |  |
|  | C | Fabian Rieder     | 16 febbraio 2002  | 18  | 0   | Stoccarda                                                                                                  |  |  |
|  | C | Vincent Sierro    | 8 ottobre 1995    | 12  | 1   | Tolosa |  |  |
|  | C | Miro Muheim       | 24 marzo 1998     | 2   | 1   | Amburgo |  |  |
|  | C | Ardon Jashari     | 30 luglio 2002    | 2   | 0   | [[File:Template:Naz/Ita\|class=noviewer\|Template:Naz/Ita (bandiera)\|20x16px]] Template:Calcio Club Milan |  |  |
|  | C | Johan Manzambi    | 14 ottobre 2005   | 0   | 0   | Friburgo                                                                                                   |  |  |
|  |   |                   |                   |     |     | |  |  |
|  | A | Breel Embolo      | 14 febbraio 1997  | 75  | 16  | Monaco |  |  |
|  | A | Zeki Amdouni      | 4 dicembre 2000   | 25  | 10  | Benfica |  |  |
|  | A | Dan Ndoye         | 25 ottobre 2000   | 20  | 1   | Bologna |  |  |

## Record individuali
Dati aggiornati al 7 giugno 2025.
- I giocatori in grassetto sono ancora attivi in nazionale.

### Presenze
| Pos. | Giocatore            | Presenze | Reti | Periodo   |
| ---- | -------------------- | -------- | ---- | --------- |
| 1    | Granit Xhaka         | 136      | 14   | 2011-     |
| 2    | Ricardo Rodriguez    | 128      | 9    | 2011-     |
| 3    | Xherdan Shaqiri      | 125      | 32   | 2010-2024 |
| 4    | Heinz Hermann        | 118      | 15   | 1978-1991 |
| 5    | Alain Geiger         | 112      | 2    | 1980-1996 |
| 6    | Stephan Lichtsteiner | 108      | 8    | 2006-2019 |
| 7    | Stéphane Chapuisat   | 103      | 21   | 1989-2004 |
| 8    | Johann Vogel         | 94       | 2    | 1995-2007 |
| 8    | Yann Sommer          | 94       | 0    | 2012-2024 |
| 10   | Haris Seferovic      | 93       | 25   | 2013-2023 |

### Reti
| Pos. | Giocatore          | Reti | Presenze | Periodo   |
| ---- | ------------------ | ---- | -------- | --------- |
| 1    | Alexander Frei     | 42   | 84       | 2001-2011 |
| 2    | Kubilay Türkyılmaz | 34   | 62       | 1988-2001 |
| 2    | Max Abegglen       | 34   | 68       | 1922-1937 |
| 4    | Xherdan Shaqiri    | 32   | 125      | 2010-2024 |
| 5    | André Abegglen     | 29   | 52       | 1927-1943 |
| 5    | Jacques Fatton     | 29   | 53       | 1946-1955 |
| 7    | Adrian Knup        | 26   | 48       | 1989-1996 |
| 8    | Haris Seferovic    | 25   | 93       | 2013-2023 |
| 9    | Josef Hügi         | 23   | 34       | 1951-1961 |
| 10   | Charles Antenen    | 22   | 56       | 1948-1962 |

## Staff

### Allenatori
- Allenatore:  Murat Yakın
- Assistente:  Vincent Cavin
- Allenatore portieri:  Patrick Foletti
- Allenatore della condizione fisica:  Dominik Baumgartner

### Accompagnatori
- Rappresentante equipaggiamento: Patrick Abatangelo
- Cuoco: Baraldo Sano Francesco
- Autista di autobus: Mario Broennimann
- Manager della squadra: Philipp Ebneter
- Fisioterapeuta: Daniel Griesser
- Medico: Roland Grossen, Cuno Wetzel
- Fisioterapeuta: Meissgeier Christian, Stephan Meyer
- Competente per il materiale: Jean Benoit Schüpbach, Martin Suter
- Assistente: Markus Tschopp
- Delegato delle SN: Peter Stadelmann
- Capo media: Marco Von Ah

### Commissari tecnici
- 1905 - 1924:  François J. Dégerine
- 1924 - 1949:  Karl Rappan
- 1949 - 1950:  Franco Andreoli
- 1950 - 1953:  Leopold Kielholz
- 1953 - 1954:  Karl Rappan
- 1954 - 1958:  Jacques Spagnoli
- 1958 - 1960:  Miro Vescovi
- 1960 - 1963:  Karl Rappan
- 1963 - 1964:  Jiří Sobotka
- 1964 - 1967:  Alfredo Foni
- 1967 - 1969:  Erwin Ballabio
- 1969 - 1970:  René Hüssy
- 1970 - 1972:  Louis Maurer
- 1972 - 1973:  Bruno Michaud
- 1973 - 1976:  René Hussy
- 1976 - 1977:  Miroslav Blažević
- 1977 - 1979:  Roger Vonlanthen
- 1979 - 1981:  Leo Walker
- 1981 - 1986:  Paul Wolfisberg
- 1986 - 1989:  Daniel Jeandupeux
- 1989 - 1992:  Uli Stielike
- 1992 - 1995:  Roy Hodgson
- 1995 - 1996:  Artur Jorge
- 1996 - 1998:  Rolf Fringer
- 1998 - 2000:  Gilbert Gress
- 2000 - 2001:  Enzo Trossero
- 2001 - 2008:  Jakob Kuhn
- 2008 - 2014:  Ottmar Hitzfeld
- 2014 - 2021:  Vladimir Petković
- 2021 -:  Murat Yakın

## Statistiche
|              | Nr. partite | Vittorie | Nulle | Sconfitte | Reti fatte | Reti subite |
| ------------ | ----------- | -------- | ----- | --------- | ---------- | ----------- |
| Ospitate     | 371         | 156      | 83    | 132       | 625        | 553         |
| Campo neutro | 51          | 20       | 8     | 23        | 67         | 78          |
| Ospite       | 345         | 83       | 77    | 185       | 411        | 701         |
| Totale       | 767         | 259      | 168   | 340       | 1103       | 1332        |

Dati riguardanti tutte le partite della Svizzera, aggiornate al 23 giugno 2016

### Le partite della nazionale svizzera
(Stato: 23 giugno 2024)
La tabella seguente mostra le squadre nazionali contro cui la Svizzera si è scontrata almeno 10 volte. Nel complesso, la nazionale svizzera ha giocato 859 partite internazionali contro 77 squadre diverse. Ha vinto 304 partite, raggiungendo 195 volte il pareggio e perdendo 360 volte.

#### Saldo positivo
| Nazionale   | Giocate | Vinte | Pareggiate | Perse | Reti fatte | Reti subite | Differenza | Ultima vittoria   | Ultimo pari     | Ultima sconfitta  |
| ----------- | ------- | ----- | ---------- | ----- | ---------- | ----------- | ---------- | ----------------- | --------------- | ----------------- |
| Portogallo  | 26      | 11    | 5          | 10    | 35         | 40          | -5         | 12 giugno 2022    | 31 marzo 1993   | 6 dicembre 2022   |
| Grecia      | 15      | 9     | 4          | 2     | 20         | 12          | +8         | 1º settembre 2021 | 6 febbraio 2013 | 31 marzo 2004     |
| Lussemburgo | 13      | 11    | 1          | 1     | 33         | 10          | +23        | 25 marzo 2025     | 13 marzo 1996   | 10 settembre 2008 |
| Bulgaria    | 12      | 6     | 4          | 2     | 22         | 13          | +9         | 15 novembre 2021  | 26 marzo 2011   | 28 aprile 1992    |
| Stati Uniti | 10      | 5     | 4          | 1     | 15         | 7           | +8         | 10 giugno 2025    | 31 marzo 2015   | 17 ottobre 2007   |

#### Saldo neutro
| Nazionale   | Giocate | Vinte | Pareggiate | Perse | Reti fatte | Reti subite | Differenza | Ultima vittoria | Ultimo pari      | Ultima sconfitta |
| ----------- | ------- | ----- | ---------- | ----- | ---------- | ----------- | ---------- | --------------- | ---------------- | ---------------- |
| Paesi Bassi | 33      | 15    | 3          | 15    | 61         | 68          | -7         | 22 agosto 2007  | 11 novembre 2011 | 13 giugno 1996   |
| Svezia      | 29      | 11    | 7          | 11    | 42         | 47          | -5         | 12 ottobre 1994 | 27 marzo 2002    | 3 luglio 2018    |

#### Saldo negativo
| Nazionale   | Giocate | Vinte | Pareggiate | Perse | Reti fatte | Reti subite | Differenza | Ultima vittoria   | Ultimo pari      | Ultima sconfitta  |
| ----------- | ------- | ----- | ---------- | ----- | ---------- | ----------- | ---------- | ----------------- | ---------------- | ----------------- |
| Italia      | 62      | 9     | 24         | 29    | 70         | 111         | -41        | 29 giugno 2024    | 12 novembre 2021 | 16 giugno 2021    |
| Germania    | 54      | 9     | 10         | 35    | 70         | 143         | -73        | 26 maggio 2012    | 23 giugno 2024   | 26 marzo 2008     |
| Ungheria    | 47      | 12    | 5          | 30    | 69         | 132         | -63        | 16 giugno 2024    | 20 agosto 1997   | 18 novembre 1998  |
| Austria     | 43      | 12    | 6          | 25    | 61         | 106         | -45        | 17 novembre 2015  | 18 agosto 1987   | 11 ottobre 2006   |
| Francia     | 39      | 12    | 11         | 16    | 63         | 70          | -7         | 27 maggio 1992    | 28 giugno 2021   | 20 giugno 2014    |
| Belgio      | 30      | 9     | 6          | 15    | 45         | 57          | -12        | 18 novembre 2018  | 11 ottobre 1989  | 11 novembre 2020  |
| Inghilterra | 28      | 3     | 7          | 18    | 21         | 60          | -39        | 30 maggio 1981    | 6 luglio 2024    | 26 marzo 2022     |
| Spagna      | 27      | 2     | 6          | 19    | 24         | 58          | -34        | 24 settembre 2022 | 2 luglio 2021    | 18 novembre 2024  |
| Norvegia    | 19      | 6     | 5          | 8     | 20         | 26          | -6         | 10 settembre 2013 | 17 giugno 1981   | 14 novembre 2009  |
| Scozia      | 17      | 5     | 4          | 8     | 25         | 27          | -2         | 1º marzo 2006     | 19 giugno 2024   | 18 giugno 1996    |
| Irlanda     | 19      | 7     | 4          | 8     | 14         | 19          | -5         | 26 marzo 2024     | 5 settembre 2019 | 25 marzo 2016     |
| Turchia     | 16      | 5     | 3          | 8     | 23         | 22          | +1         | 20 giugno 2021    | 28 agosto 1985   | 11 giugno 2008    |
| Romania     | 15      | 4     | 5          | 6     | 22         | 19          | +3         | 22 giugno 1994    | 19 giugno 2023   | 21 novembre 2023  |
| Danimarca   | 15      | 2     | 8          | 5     | 16         | 21          | -5         | 17 ottobre 1984   | 15 ottobre 2024  | 5 settembre 2024  |
| Russia      | 12      | 0     | 4          | 8     | 11         | 29          | -18        | -                 | 7 giugno 2003    | 10 settembre 2003 |
| Polonia     | 11      | 1     | 6          | 4     | 12         | 21          | -9         | 11 maggio 1976    | 25 giugno 2016   | 18 novembre 2014  |
| Brasile     | 10      | 2     | 4          | 4     | 9          | 12          | -3         | 14 agosto 2013    | 17 giugno 2018   | 28 novembre 2022  |